# Лубники (Підляське воєводство)
Лубники (пол. Łubniki) — село в Польщі, у гміні Заблудів Білостоцького повіту Підляського воєводства.
Населення — 185 осіб (2011).
У 1975-1998 роках село належало до Білостоцького воєводства.

## Демографія
Демографічна структура станом на 31 березня 2011 року:
|          | Загалом | Допрацездатний вік | Працездатний вік | Постпрацездатний вік |
| -------- | ------- | ------------------ | ---------------- | -------------------- |
| Чоловіки | 101     | 34                 | 61               | 6                    |
| Жінки    | 84      | 22                 | 46               | 16                   |
| Разом    | 185     | 56                 | 107              | 22                   |